# Казал Велино
Казал Велино (итал. Casal Velino) је насеље у Италији у округу Салерно, региону Кампанија.
Према процени из 2011. у насељу је живело 655 становника. Насеље се налази на надморској висини од 142 м.

## Становништво
| 1951. | 1961. | 1971. | 1981. | 1991. | 2001. | 2011. |
| ----- | ----- | ----- | ----- | ----- | ----- | ----- |
| 4.033 | 4.145 | 4.122 | 4.273 | 4.464 | 4.598 | 4.938 |